# DICE (studio)
Pour les articles homonymes, voir DICE.
Digital Illusions Creative Entertainments (DICE), est un studio de développement de jeux vidéo suédois fondé en 1992. Basée à Stockholm, l'entreprise est une filiale d'Electronic Arts depuis 2006, elle emploie environ 700 personnes en 2020.
Ses productions notables sont les jeux de la série Battlefield, ainsi que les jeux Mirror's Edge et Star Wars: Battlefront.

## Histoire
La société est fondée en 1992 par Andreas Axelsson, Olof Gustafsson et Fredrik Liliegren, d'anciens membres du groupe de demomakers The Silent de la scène Amiga.Elle développe tout d'abord des jeux sur cette machine, les plus connus étant des jeux de flipper tels que Pinball Dreams, Pinball Fantasies ou Pinball Illusions qui sont par la suite adaptés sur un grand nombre de supports de l'époque. En 1996, le groupe Bonnier investit dans DICE, avant que la société ne soit cotée au nouveau marché à la bourse de Stockholm en 1998. En 2003, Electronic Arts devient l'actionnaire de référence avec 19 % des parts. À la suite d'une offre publique d'achat lancée en 2004, le groupe américain détient fin 2005 près de 68 % des parts. Début 2006 est annoncée la fusion entre les deux groupes.
Le principal succès de DICE est la série Battlefield, débutée en 2002 avec Battlefield 1942.
En 2008, DICE crée un nouveau genre de jeu, avec Mirror's Edge. Le jeu connait une suite sortie en 2016, Mirror's Edge Catalyst.
En novembre 2016, Patrick Bach, general manager et personnalité clé ayant occupé divers postes depuis la création de l'entreprise et notamment celui de producteur principal de la franchise Battlefield, annonce qu'il quitte ses fonctions .
En novembre 2024, Electronic Arts annonce la création des Battlefield Studios Europe, composés des studios de développement DICE et Criterion, qui collaborent avec les studios nord-américains Motive et Ripple Effect dans la réalisation des prochains jeux de la licence Battlefield. Rebecka Coutaz, vice-présidente et directrice générale de DICE, est placée à la tête de cette nouvelle organisation,.

## Logos

Ancien logo de DICE

## Jeux développés
| Titre                                    | Année | Plateforme(s)                                                                | Notes                                                                                      |
| ---------------------------------------- | ----- | ---------------------------------------------------------------------------- | ------------------------------------------------------------------------------------------ |
| Pinball Dreams                           | 1992  | Amiga                                                                        |                                                                                            |
| Pinball Fantasies                        | 1992  | Amiga, Amiga CD32                                                            |                                                                                            |
| Amiganoid                                | 1994  | Amiga                                                                        | Partagiciel                                                                                |
| Benefactor                               | 1994  | Amiga, Amiga CD32                                                            |                                                                                            |
| Hardcore                                 | 1994  | Amiga, Mega Drive                                                            | Jeu terminé mais sortie annulée                                                            |
| Pinball Illusions                        | 1995  | Amiga, MS-DOS, Amiga CD32                                                    |                                                                                            |
| True Pinball                             | 1997  | PlayStation, Saturn                                                          |                                                                                            |
| S40 Racing                               | 1997  | Microsoft Windows                                                            |                                                                                            |
| Motorhead                                | 1998  | Microsoft Windows, PlayStation                                               |                                                                                            |
| STCC                                     | 1999  | Microsoft Windows                                                            |                                                                                            |
| STCC 2                                   | 2000  | Microsoft Windows                                                            |                                                                                            |
| Rally Masters                            | 2000  | Microsoft Windows                                                            |                                                                                            |
| Riding Champion: Legacy of Rosemond Hill | 2000  | Microsoft Windows                                                            |                                                                                            |
| NASCAR Heat                              | 2000  | PlayStation                                                                  | En collaboration avec Monster Games                                                        |
| Matchbox Emergency Patrol                | 2001  | Microsoft Windows                                                            |                                                                                            |
| JumpStart Wildlife Safari Field Trip     | 2001  | PlayStation                                                                  |                                                                                            |
| JumpStart Dino Adventure Field Trip      | 2001  | Game Boy Color                                                               |                                                                                            |
| Diva Starz: Mall Mania                   | 2001  | Game Boy Color                                                               |                                                                                            |
| Shrek                                    | 2001  | Xbox, GameCube                                                               |                                                                                            |
| RalliSport Challenge                     | 2002  | Microsoft Windows, Xbox                                                      |                                                                                            |
| Pryzm: Chapter One - The Dark Unicorn    | 2002  | PlayStation 2                                                                |                                                                                            |
| Battlefield 1942                         | 2002  | Microsoft Windows, Macintosh                                                 |                                                                                            |
| Shrek Extra Large                        | 2002  | GameCube                                                                     |                                                                                            |
| V8 Challenge                             | 2002  | Microsoft Windows                                                            |                                                                                            |
| Battlefield 1942 : La Campagne d'Italie  | 2003  | Microsoft Windows, Macintosh                                                 | Extension de Battlefield 1942                                                              |
| Midtown Madness 3                        | 2003  | Xbox                                                                         |                                                                                            |
| Battlefield 1942 : Arsenal secret        | 2003  | Microsoft Windows, Macintosh                                                 | Extension de Battlefield 1942                                                              |
| Battlefield Vietnam                      | 2004  | Microsoft Windows                                                            |                                                                                            |
| RalliSport Challenge 2                   | 2004  | Xbox                                                                         |                                                                                            |
| Battlefield 2                            | 2005  | Microsoft Windows                                                            |                                                                                            |
| Battlefield 2: Modern Combat             | 2005  | PlayStation 2, Xbox, Xbox 360                                                |                                                                                            |
| Battlefield 2 : Forces spéciales         | 2005  | Microsoft Windows                                                            | Extension de Battlefield 2                                                                 |
| Euro Force                               | 2006  | Microsoft Windows                                                            | Extension de Battlefield 2                                                                 |
| Battlefield 2 : Forces blindées          | 2006  | Microsoft Windows                                                            | Extension de Battlefield 2                                                                 |
| Battlefield 2142                         | 2006  | Microsoft Windows, Mac OS X                                                  |                                                                                            |
| Battlefield 2142: Northern Strike        | 2007  | Microsoft Windows, Mac OS X                                                  | Extension de Battlefield 2142                                                              |
| Battlefield: Bad Company                 | 2008  | PlayStation 3, Xbox 360                                                      |                                                                                            |
| Mirror's Edge                            | 2008  | Microsoft Windows, PlayStation 3, Xbox 360, iOS                              |                                                                                            |
| Battlefield Heroes                       | 2009  | Microsoft Windows                                                            | En collaboration avec Easy Studios; téléchargement libre                                   |
| Battlefield 1943                         | 2009  | Xbox 360 (XBLA), PlayStation 3 (PSN)                                         |                                                                                            |
| Battlefield: Bad Company 2               | 2010  | Microsoft Windows, PlayStation 3, Xbox 360, iOS                              |                                                                                            |
| Need for Speed: Hot Pursuit              | 2010  | Microsoft Windows, PlayStation 3, Wii, Xbox 360, iOS, Android, Windows Phone | En collaboration avec Criterion Games                                                      |
| Battlefield Online                       | 2010  | Microsoft Windows                                                            | En collaboration avec Neowiz Games; téléchargement libre                                   |
| Medal of Honor                           | 2010  | Microsoft Windows, PlayStation 3, Xbox 360                                   | Uniquement le multijoueur                                                                  |
| Battlefield: Bad Company 2 Vietnam       | 2010  | Microsoft Windows, PlayStation 3, Xbox 360                                   | Extension de Battlefield: Bad Company 2''                                                  |
| Battlefield Play4Free                    | 2011  | Microsoft Windows                                                            | En collaboration avec Easy Studios; téléchargement libre                                   |
| Battlefield 3                            | 2011  | Microsoft Windows, PlayStation 3, Xbox 360, iOS                              |                                                                                            |
| Battlefield 3: Back to Karkand           | 2011  | Microsoft Windows, PlayStation 3, Xbox 360                                   | Extension de Battlefield 3                                                                 |
| Battlefield 3: Close Quarters            | 2012  | Microsoft Windows, PlayStation 3, Xbox 360                                   | Extension de Battlefield 3                                                                 |
| Battlefield 3: Armored Kill              | 2012  | Microsoft Windows, PlayStation 3, Xbox 360                                   | Extension de Battlefield 3                                                                 |
| Battlefield 3: Aftermath                 | 2012  | Microsoft Windows, PlayStation 3, Xbox 360                                   | Extension de Battlefield 3                                                                 |
| Battlefield 3: End Game                  | 2013  | Microsoft Windows, PlayStation 3, Xbox 360                                   |                                                                                            |
| Battlefield 4                            | 2013  | Microsoft Windows, PlayStation 3, PlayStation 4, Xbox 360, Xbox One          |                                                                                            |
| Battlefield 4: China Rising              | 2013  | Microsoft Windows, PlayStation 3, PlayStation 4, Xbox 360, Xbox One          | Extension de Battlefield 4                                                                 |
| Battlefield 4: Second Assault            | 2014  | Microsoft Windows, PlayStation 3, PlayStation 4, Xbox 360, Xbox One          | Extension de Battlefield 4                                                                 |
| Battlefield 4: Naval Strike              | 2014  | Microsoft Windows, PlayStation 3, PlayStation 4, Xbox 360, Xbox One          | Extension de Battlefield 4                                                                 |
| Battlefield 4: Dragon's Teeth            | 2014  | Microsoft Windows, PlayStation 3, PlayStation 4, Xbox 360, Xbox One          | Extension de Battlefield 4                                                                 |
| Battlefield 4: Final Stand               | 2014  | Microsoft Windows, PlayStation 3, PlayStation 4, Xbox 360, Xbox One          | Extension de Battlefield 4                                                                 |
| Battlefield Hardline                     | 2015  | Microsoft Windows, PlayStation 3, PlayStation 4, Xbox 360, Xbox One          | En collaboration avec Visceral Games                                                       |
| Star Wars: Battlefront                   | 2015  | Microsoft Windows, PlayStation 4, Xbox One                                   |                                                                                            |
| Mirror's Edge Catalyst                   | 2016  | Microsoft Windows, PlayStation 4, Xbox One                                   |                                                                                            |
| Battlefield 1                            | 2016  | Microsoft Windows, PlayStation 4, Xbox One                                   |                                                                                            |
| Star Wars Battlefront 2                  | 2017  | Microsoft Windows, PlayStation 4, Xbox One                                   | En collaboration avec Criterion Games et Motive Studios                                    |
| Battlefield V                            | 2018  | Microsoft Windows, PlayStation 4, Xbox One                                   |                                                                                            |
| Battlefield 2042                         | 2021  | Microsoft Windows, PlayStation 4, PlayStation 5, Xbox One, Xbox Series       | En collaboration avec Criterion Games, DICE Los Angeles, Electronic Arts et Industrial Toy |
| Battlefield 6                            | 2025  | Microsoft Windows, PlayStation 5, Xbox Series                                | En collaboration avec Criterion Games, Motive Studios et Ripple Effect Studios             |